# Omar Quintero
Omar Quintero Pereda (Nogales, 26 settembre 1981) è un ex cestista e allenatore di pallacanestro messicano, professionista in Spagna e in Italia.

## Carriera
Con il Messico ha disputato cinque edizioni dei Campionati americani (2001, 2003, 2005, 2007, 2009).
Da allenatore ha guidato il Messico ai Campionati americani del 2022.